# Ludwig Landen
Ludwig Landen (Colonia, 6 novembre 1908 – 14 ottobre 1985) è stato un canoista tedesco.

## Palmarès

### Olimpiadi
- 1 medaglia:
  - 1 oro (Berlino 1936 nel K2 10000 m)